# Авторское право в Канаде
Авторское право в Канаде охраняется Законом об авторском праве Канады. Это закон является федеральным законом, регулирующим авторское право в Канаде. Он находится в совместном ведении Департамента промышленности Канады и Департамента канадского наследия. Закон Об авторском праве Канады впервые был принят в 1921 году и существенно изменен в 1988 и 1997 годах. Несколько попыток было сделано в период между 2005 и 2011 годами, чтобы внести поправки в закон по авторскому праву, но каждый из этих законопроектов (законопроект C-60 2005 года, Билль С-61 2008 года, Билль С-32 2010 года) не смог пройти принятие из-за позиции политической оппозиции. В 2011 году, имея большинство в палате общин консервативная партия внесла законопроект С-11 под названием" акт о модернизации авторского права. Законопроект С-11 был принят и получил Королевскую санкцию 29 июня 2012 года.
Исключительная законодательная власть по авторскому праву в Канаде принадлежит федеральному парламенту. Раздел 89 федерального Закона об авторском праве повествует, что никакое авторское право не может существовать в Канаде кроме как согласно закону. При этом изменения Закона об авторском праве часто находятся под влиянием участия Канады в международных соглашениях и торговых договорах.

## История

### Канадский Закон Об Авторском Праве 1921
Первый закон Об авторском праве Канады был принят в 1921 году и вступил в силу в 1924 году. Хотя Канада не входит в Британскую империю с ее имперским законом Об авторском праве, закон 1921 года был подготовлены по образцу закона Великобритании — закона Об авторском праве 1911 с соблюдением Бернской Конвенции об охране литературных и художественных произведений.
До 1988 года закон Об авторском праве Канады претерпел незначительные изменения, в то время как федеральное правительство осуществляло ряд мер по осуществлению реформ в авторском праве. Новые технологические разработки и появление компьютеров, копировальных машин и записывающих устройств привели к признанию того, что закон Об авторском праве нуждается в обновлении. Между 1954 и 1960 годами комиссией по авторскому праву и промышленному дизайну, известной как «Илсли» комиссия, был опубликован ряд статей. Ее задачей было "узнать, есть ли федеральное законодательство, касающееся каким-либо образом патентов на изобретения, промышленных образцов, авторского права и товарных знаков и есть ли приемлемые стимулы к изобретательству и исследованиям, развитию литературных и художественных талантов, возможности для творчества и доведение до канадской общественности научных, технических, литературных, художественных произведений. "

### Реформы 1988 и 1997 годов
В 1977 году канадский Департамент потребительских и корпоративных дел опубликовал отчет с названием «Авторское право в Канаде: предложения для пересмотра Закона». В 1984 году федеральное правительство опубликовало документ «Белая бумага об авторском праве», а в 1985 году палата общин' постоянного Комитета по связи и культуры опубликовала «хартию прав создателей — доклад подкомитета по пересмотру авторского права». Процесс реформ в авторском праве был начат в две фазы: первая фаза была начата в 1988 году и предусматривала принятие нескольких поправок к первоначальному закону Об авторском праве Канады 1922 года. Компьютерные программы были включены, как произведения, охраняемые в рамках авторского права. Была уточнена степень нравственных прав, рассмотрена отмена принудительной лицензии на воспроизведение музыкальных произведений. Новые лицензионные соглашения были созданы для работ — сирот — в тех случаях, когда правообладатель не может быть идентифицирован. Были приняты правила, направленные на формирование авторских обществ и налажена их работа по реформированию авторского права Канады.
Второй этап реформы проходил в 1997 году, когда был принят закон Об авторском праве Канады с поправками, касающимися прав производителей и исполнителей фонограмм, когда произведения транслировались или публично демонстрировались радиостанциями в общественных местах, таких как бары. Налог на частное копирование был введён на пустые аудио кассеты, используемые для частного копирования и на эксклюзивное распространение книжной продукции. Новые поправки для авторского права были введены для некоммерческих образовательных учреждений — библиотек, музеев, вещателей и людей с инвалидностью. Поправки позволяли им копировать произведения, охраняемые авторским правом в конкретных обстоятельствах без разрешения владельца авторского права. Были увеличены размеры штрафов, подлежащих уплате за нарушение авторских прав.

### Законопроекты О внесении изменений в закон Об авторском праве

#### Законопроект C-60
Основная статья: Законопроект C-60
В июне 2005 года правительство внесло законопроект C-60 с поправками в закон Об авторском праве. Законопроект C-60 включал в себя отмену неимущественных прав пользователей чужого произведения относительно фотографий, позволяющих людям получать де-факто авторство, ничего не фотографируя. Законопроект не был принят, так как парламент был распущен после постановления о выражении ему недоверия в ноябре 2005 года.

#### Законопроект C-61
Летом 2008 года правительство внесло законопроект С-61 в целях обновления закона Об авторском праве, с многочисленными похожими пунктами в законопроекте C-60 и американском DMCA в США. Министр промышленности Джим Прентис представил в парламент законопроект, чтобы привести его в соответствие с ВОИС договором. Законопроект подвергся критике и не был принят. Законопроект не был принят.

#### Билль С-32
Основная статья: Законопроект C-32
2 июня 2010 года федеральным министром промышленности Тони Клементом был представлен законопроект Билль C-32 с полным названием Закон О внесении поправок в закон Об авторском праве. В нем многие аспекты были изменены относительно законопроекта С-61, особенно в части, касающейся правовой защиты. Законопроект также подвергся критике и не был принят из-за роспуска парламента в апреле 2011 года.

#### Законопроект С-11
Основная статья: Законопроект C-11
29 сентября 2011 года законопроект с коротким названием Закон о модернизации авторского права С-11 была представлен в канадский парламент 41-м Федеральным министром промышленности Кристианом Паради Законопроект практически идентичен Биллю С-32, который не прошел из-за роспуска парламента. Оппозиционные партии выступали против принятия закона. Они отмечали тот факт, что в законе запрещается взламывать цифровые коды даже для законных целей и отныне все «добросовестного действия» могут быть легко удалены путём использования такого цифрового замка. 18 июня 2012 года законопроект прошел третье и окончательное чтение, получил единодушную поддержку консерваторов, либеральной оппозиции и членов парламента. Законопроект получил Королевскую санкцию 29 июня 2012 года.
Основные положения принятого Закона о модернизации авторского права:
- Возможность легализации копирования в личных целях, включая запись с эфира и изменение формата полученных копий (перекодирование, создание цифровой копии физического носителя и др.);
- Расширение принципа свободного использования произведений. С принятие закона стало возможным свободное использование произведений в образовательных, исследовательских, информационных целях, для создания пародий и сатирических произведений, ремиксов и мэшапов, домашнего видео. Библиотеки могут переводить архивы в нужные им форматы (в том числе заниматься оцифровкой произведений);
- Расширение возможности работы с «сиротскими» произведениями: регулятор выдает лицензии на работу с такими произведениями, если были предприняты достаточные меры по выявлению правообладателя;
- Запрет на обход цифровой защиты, за исключением разблокирования телефонов и других устройств, а также в целях защиты персональных данных
- Принятие системы «notice and notice» (уведомление и уведомление), которая требует от сервис-провайдеров отправлять нарушителям уведомление от правообладателей. Сервис-провайдер обязан реагировать на запросы правообладателей и удалять контент, нарушающий авторские или смежные права. При этом информационный посредник приобретает иммунитет от судебного преследования за действия пользователей.
- Внедрение технических средств защиты работ или «электронных замков» — технологий, устройств и компонентов, которые бы обеспечивали защиту авторских материалов через управление доступом и контролем над их воспроизведением.
- Расширено понятия «добросовестного использования», которое кроме научных исследований, изучения авторских работ в личных целях, написания критических статей, обзоров и новостных сообщений, пополнилось еще сатирическими, пародийными и образовательными целями.
- Создание пользовательского контента в новом законе разрешено путём комбинирования или использования легально размещенных в сети Интернет авторских материалов в некоммерческих целях с обязательным указанием источника заимствования без нанесения ущерба интересам правообладателей.
- Введено дополнение, позволяющее свободное использование некоторых типов авторских работ для частных (личных) целей с соблюдением ряда условий (копию нельзя подарить, продать или предоставлять во временное пользование).
- Существенно увеличились штрафы на незаконное использование авторских материалов. За каждое зафиксированное нарушение по решению суда предусмотрен штраф от $500 до $20000 в случае использования авторского произведения в коммерческих целях, сумма компенсации ущерба за нарушения прав при частном использовании составляет от $100 до $5000.

## Решения Верховного суда Канады от 2012 года
Следующим элементом реформы авторского права в Канаде стали резонансные решения Верховного суда Канады от 2012 года по делам, охватывающим проблемы свободного использования, лицензионных отчислений, а так того, что же считать публичным воспроизведением. Так ксерокопирование учебных материалов в школах было признано свободным использованием; музыка в видеоиграх не требует отчисление за публичное воспроизведение, также допускается продажа контента в цифровой форме, при этом отчисления требуются от потоковых сервисов; ознакомительные фрагменты звукозаписей в музыкальных сервисах подпадают под свободное использование в целях изучения.
Решения Верховного суда вводят несколько новых доктрин в канадское законодательство. Суды обязаны учитывать широкую трактовку принципов свободного использования и прав пользователей. Общества по управлению коллективными правами не могут претендовать на сборы лицензионных отчислений при появлении новых методов дистрибуции и обязаны учитывать принципы технологической нейтральности. Одной из целей законодательства об интеллектуальной собственности является обеспечение доступа к образовательным материалам. Это относится к преподавателям и к студентам.

## Положения Закона Об авторском праве Канады

### Общественное достояние
Работы, вошедшие в общественное достояние, не защищены Законом об авторском праве по разным причинам. Например, если их срок защиты истек, или потому что их не считают надлежащим предметом для защиты авторских прав. Работы в общественном достоянии могут использоваться и быть скопированы любым без ответственности для нарушения авторского права. Произведения, находящиеся в общественном достоянии отличаются от произведений, для которых автор заявил, что общественное использование им разрешено (например, Творческая лицензия палаты общин).

### Авторские права
Авторское право Канады наделяет авторов исключительным правом на создание и воссоздание произведения. Оно также включает в себя исключительное право:
- публиковать работу, если она ранее не была опубликована;
- воспроизводить, показывать или публиковать любой перевод произведения;
- в случае драматического произведения — можно переработать его в роман или другое не драматическое произведение;
- в случае литературного, драматического или музыкального произведения — делать какие-либо звукозаписи, фильмы;
- в случае литературного, драматического, музыкального или художественного произведения — воспроизводить, адаптировать и публично представлять работу как кинематографическое произведение;
- в случае литературного, драматического, музыкального или художественного произведения — передавать произведение по электросвязи;
- в случае компьютерной программы, которая может быть воспроизведена в обычном порядке — сдавать в аренду;
- в случае музыкального произведения — сдавать в аренду звукозапись в котором произведение воплощено и разрешать любые подобные деяния.[11]
- автор работы может передать издателю работы право привести в исполнение его права.

Закон об авторском праве Канады награждает автора серия личных прав. Эти права называются моральными правами, которые не могут быть назначены.

### Оригинальность
Этот закон обеспечивает также защиту всех «оригинальных литературных, драматических, музыкальных и художественных» произведений. Пристальное внимание в нем уделено использованию слова «оригинальный». Было установлено, что основным требованием для существования авторского права является то, что работа является оригинальной. Определение оригинальности зависит от разных факторов. Большей частью, это зависит от того, какой замысел для работы имел автор.

### Фиксация
Авторское право обеспечивает охрану выражения идей. Канадский суд считает фиксацией «для авторского права — выражение идеи в некоторой материальной форме.» Определение необходимости отличать факты от идей создает трудности, когда возникает необходимость отделить мысль от выражения. Становится также туманной грань между идеей и ее выражением.

### Права собственности
Авторские произведения художника принадлежат непосредственно самому художнику в большинстве случаев, за исключением гравюр, фотографий, портретов и произведений, созданных в процессе трудовой деятельности. Кроме того, эти права могут быть отчуждены путём присвоения и передачи лицензий. Моральные права художника являются неотъемлемыми и остаются при нем на всю жизнь. Как и в случае с авторскими правами, моральные права являются наследуемыми.

### Корона Авторских Прав
В статье 12 Закона О защите авторских прав рассмотрены авторские праве для всех произведений, которые «подготовлены или опубликованы под руководством или контролем Ее Величества или любого правительственного департамента.» Как правило, подобное авторское право действует в течение 50 лет после окончания календарного года, когда была выполнена работа. Корона авторского права применяется «без причинения ущерба для любых прав или привилегий короны».

### Музыкальные записи
В Канаде акт копирования музыки на аудио носитель информации для личного пользования человека не является нарушением авторских прав. Кроме того, положение закона о частном копировании обходит молчанием вопрос о том, является ли человек, делающий копирование в личных целях владельцем музыкальной копии или нет.

### Иностранные произведения
Раздел 5 Закона Об авторском праве распространяет защиту авторских прав для всех граждан, резидентов и корпораций по Бернской Конвенции, Всемирной Конвенции об авторском праве Всемирной торговой организации. Закон разрешает министру промышленности подтверждать, что эти права распространяются и на другие страны. Они перечислены в правилах

### Положения об авторских правах
Согласно п. 6 Закона авторское право на произведение длится на время жизни автора плюс 50 лет от конца календарного года смерти.
Для совместного авторства, срок на авторские произведения распространяется на время жизни автора, который умирает последним, плюс 50 лет от конца календарного года смерти.
Согласно с. 9 (2), продолжительность защиты авторского права для зарубежных работ в целом следует Правилу более короткого срока, за исключением случая The North American Free Trade Agreement (NAFTA) стран (то есть США, Мексика и др.) — стран, принявших Североамериканское соглашение о свободной торговле. Работы из стран НАФТА (NAFTA) охраняются на сроки, соответствующие канадскому авторскому праву. Правило более короткого срока — правило международного права, которое заключается в определении правового статуса охраны произведения: оно считается перешедшим в общественное достояние в отдельной стране, если это произошло по законам данной страны или страны, в котором произведено произведение.

### Неизвестные или анонимные авторы
Когда личность автора неизвестна (если автор является анонимным или пишет под псевдонимом), то авторское право длится либо 50 лет с момента обнародования произведения или 75 лет с момента создания произведения. Однако, если личность автора становится широко известной, то срок, предусмотренный в разделе 6 применяется. В законе также содержатся положения для посмертных произведений.

### Работы с потерянными авторами
Закон Об авторском праве позволяет любому, кто испрашивает разрешение на использование защищенных авторским правом работ, но не может найти правообладателя обратиться в Авторско-правовой Совет («Совет») за лицензией на использование этой работы. Работы опубликованные имеют право на получение лицензии. К таким произведениям относятся:
- Опубликованные произведения (например, книги);
- Опубликованные аудиозаписи;
- Видеозапись живого концерта;
- Фиксация коммуникационного сигнала (например, запись трансляции футбольного матча).

Комиссия может выдавать лицензию только на произведения, которые охраняются авторским правом. Если произведение не подпадает под действие авторско-правовой охраны (например, книги, содержащие только факты) или если авторские права на произведение истекли, то комиссия не будет выдавать лицензии. Прежде чем комиссия может выдать лицензию, заявитель должен продемонстрировать, что были предприняты разумные усилия для поиска владельца авторских прав и правообладателя. Комиссия принимает во внимание многие факторы при определении того, было ли произведено «разумное» усилие для поиска автора.
Комиссия может выдать лицензию на все права, принадлежащие владельцу авторских прав. Лицензия не будет предоставлена на копию незначительной части работы.

### Фотографии
Как и в случае других произведений, продолжительность авторского права на фотографии — это жизнь автора плюс 50 лет. До июня 2012 года, владельцем авторских прав на гравюру, фотографию или портрет считался человек, который заказал работу, как только оплата была произведена.

## Штрафы
Согласно статье 34(4) Закона Об авторском праве, конкретные меры наказания определяются судом. Раздел 35(1) гласит, что нарушитель несет ответственность за финансовую выгоду, полученную путём нарушения закона, и «такого ущерба владельцу авторского права, какой правообладатель понес вследствие нарушения своего права»
Штраф для некоммерческих нарушений по решению суда составляет от $100 до $5000. Для коммерческих нарушений штраф составляет по решению суда от $500 до $20000 за каждое нарушение.
В дополнение к гражданско-правовым санкциям, описанным выше, раздел 42(1) Закона Об авторском праве устанавливает ряд уголовных преступлений. В первую очередь эти нарушения, предполагающие продажу или аренду материалов, защищенных авторским правом. Эти нарушения также штрафуются штрафами в размере до $1,000,000 или тюремным заключением сроком до 2 лет. Для суммарного производства максимальный штраф составляет 25 000 $ или тюремный срок ограниченный 6 месяцами.

## Примечание
1. ↑  Vaver, David. Intellectual Property Law: Copyright, Patents, Trade-marks (англ.). — 2nd. — Toronto: Irwin Law, 2011. — ISBN 978-1-55221-209-7.
2. 1 2 3  Makarenko, Jay. Copyright Law in Canada: An Introduction to the Canadian Copyright Act. Judicial System & Legal Issues. Maple Leaf Web (13 марта 2009). Дата обращения: 15 августа 2010. Архивировано 23 августа 2010 года.
3. ↑  Patents, Copyright and Industrial Designs, Royal Commission on. The Canadian Encyclopedia. Дата обращения: 15 августа 2010. Архивировано из оригинала 16 июля 2010 года.
4. ↑  Troubling details in new downloading law. thestar.com (13 июня 2008). Дата обращения: 28 сентября 2017. Архивировано 21 октября 2012 года.
5. ↑  Greg Meckbach. Manager, Pilot Network Services. IT World Canada (2 сентября 2008). Архивировано 7 марта 2012 года.
6. ↑  http://www.montrealgazette.com/business/Consumers+stint+when+Comes+entertainment+Costs/3159189/story.html (недоступная+ссылка) [dead link]
7. ↑  parl.gc.ca Архивная копия от 4 февраля 2016 на Wayback Machine
8. ↑  Bill C-11 (Historical). Дата обращения: 4 февраля 2016. Архивировано 7 февраля 2016 года.
9. ↑  Raj, Althia (17 June 2012), «Bill C-11: Copyright Legislation And Digital Lock Provisions Face Opposition In Canada Архивная копия от 10 января 2016 на Wayback Machine», Huffington Post Canada, retrieved 28 October 2012
10. ↑  Vote #446 on June 18th, 2012 - C-11 An Act to amend the Copyright Act. openparliment.ca. Дата обращения: 4 февраля 2016. Архивировано 18 марта 2013 года.
11. ↑  Copyright Act (R.S., 1985, c.
12. ↑  Copyright Act (Canada), S. 12. Дата обращения: 4 февраля 2016. Архивировано 20 декабря 2013 года.
13. ↑  Copyright Act of Canada, R.S.C. 1985, c.
14. ↑  Copyright Act, s. 6. Дата обращения: 4 февраля 2016. Архивировано из оригинала 6 января 2005 года.
15. ↑  Copyright Act, s. 9. Дата обращения: 4 февраля 2016. Архивировано из оригинала 10 сентября 2004 года.
16. ↑  Copyright Act, s. 6.1. Дата обращения: 4 февраля 2016. Архивировано из оригинала 6 января 2005 года.
17. ↑  Copyright Act, s. 7. Дата обращения: 4 февраля 2016. Архивировано из оригинала 5 января 2005 года.
18. ↑  Copyright Act, s. 6.2. Дата обращения: 4 февраля 2016. Архивировано из оригинала 5 января 2005 года.
19. ↑  Copyright Act, s. 13(2). Дата обращения: 4 февраля 2016. Архивировано из оригинала 18 марта 2005 года.
20. ↑  Copyright Act, s. 35 (недоступная ссылка — история).
21. ↑  Copyright Act, s. 38.1 (недоступная ссылка — история).
22. ↑  Copyright Act, s. 42.1. Дата обращения: 4 февраля 2016. Архивировано 28 января 2016 года.